# Salinelles
Salinelles est une commune française située dans le sud du département du Gard, en région Occitanie.
Exposée à un climat méditerranéen, elle est drainée par le Vidourle, le ruisseau d'Aigalade, le ruisseau du Quinquillan, Valat le Grand et par divers autres petits cours d'eau. La commune possède un patrimoine naturel remarquable :  un espace protégé (les « Costières de Nimes ») et trois zones naturelles d'intérêt écologique, faunistique et floristique.
Salinelles est une commune rurale qui compte 558 habitants en 2022, après avoir connu une forte hausse de la population depuis 1975. Elle fait partie de l'aire d'attraction de Montpellier. Ses habitants sont appelés les Salinellois et Salinelloises.
Le patrimoine architectural de la commune comprend deux  immeubles protégés au titre des monuments historiques : la chapelle Saint-Julien de Montredon, classée en 1973, et le temple protestant, inscrit en 1991.

## Géographie
Les communes d'Aspères, Fontanès, Gailhan, Lecques, Sommières et Villevieille sont limitrophes de la commune de Salinelles.
Salinelles est l'une des 79 communes membres du Schéma de cohérence territoriale (SCOT) du sud du Gard et fait également partie des 51 communes du Pays Vidourle-Camargue.

### Climat
Pour des articles plus généraux, voir Climat de l'Occitanie et Climat du Gard.
En 2010, le climat de la commune est de type climat méditerranéen franc, selon une étude s'appuyant sur une série de données couvrant la période 1971-2000. En 2020, Météo-France publie une typologie des climats de la France métropolitaine dans laquelle la commune est exposée à un climat méditerranéen et est dans la région climatique Provence, Languedoc-Roussillon, caractérisée par une pluviométrie faible en été, un très bon ensoleillement (2 600 h/an), un été chaud (21,5 °C), un air très sec en été, sec en toutes saisons, des vents forts (fréquence de 40 à 50 % de vents > 5 m/s) et peu de brouillards.
Pour la période 1971-2000, la température annuelle moyenne est de 14,3 °C, avec une amplitude thermique annuelle de 17,2 °C. Le cumul annuel moyen de précipitations est de 806 mm, avec 6,4 jours de précipitations en janvier et 3 jours en juillet. Pour la période 1991-2020, la température moyenne annuelle observée sur la station météorologique la plus proche, située sur la commune de Villevieille à 3 km à vol d'oiseau, est de 14,8 °C et le cumul annuel moyen de précipitations est de 761,1 mm,. Pour l'avenir, les paramètres climatiques de la commune estimés pour 2050 selon différents scénarios d'émission de gaz à effet de serre sont consultables sur un site dédié publié par Météo-France en novembre 2022.

### Milieux naturels et biodiversité

#### Espaces protégés
La protection réglementaire est le mode d’intervention le plus fort pour préserver des espaces naturels remarquables et leur biodiversité associée,.
Un  espace protégé est présent sur la commune : 
les « Costières de Nimes », un terrain acquis (ou assimilé) par un conservatoire d'espaces naturels, d'une superficie de 2 027 ha.

#### Zones naturelles d'intérêt écologique, faunistique et floristique
L’inventaire des zones naturelles d'intérêt écologique, faunistique et floristique (ZNIEFF) a pour objectif de réaliser une couverture des zones les plus intéressantes sur le plan écologique, essentiellement dans la perspective d’améliorer la connaissance du patrimoine naturel national et de fournir aux différents décideurs un outil d’aide à la prise en compte de l’environnement dans l’aménagement du territoire.
Deux ZNIEFF de type 1 sont recensées sur la commune :
le « cours du Vidourle de Salinelles à Gallargues » (153 ha), couvrant 10 communes dont 6 dans le Gard et 4 dans l'Hérault, et 
la « plaine de Campagne » (1 681 ha), couvrant 6 communes dont 3 dans le Gard et 3 dans l'Hérault
et une ZNIEFF de type 2, : 
la « vallée du Vidourle de Sauve aux étangs » (691 ha), couvrant 21 communes dont 16 dans le Gard et 5 dans l'Hérault.

Carte des ZNIEFF de type 1 et 2 à Salinelles.
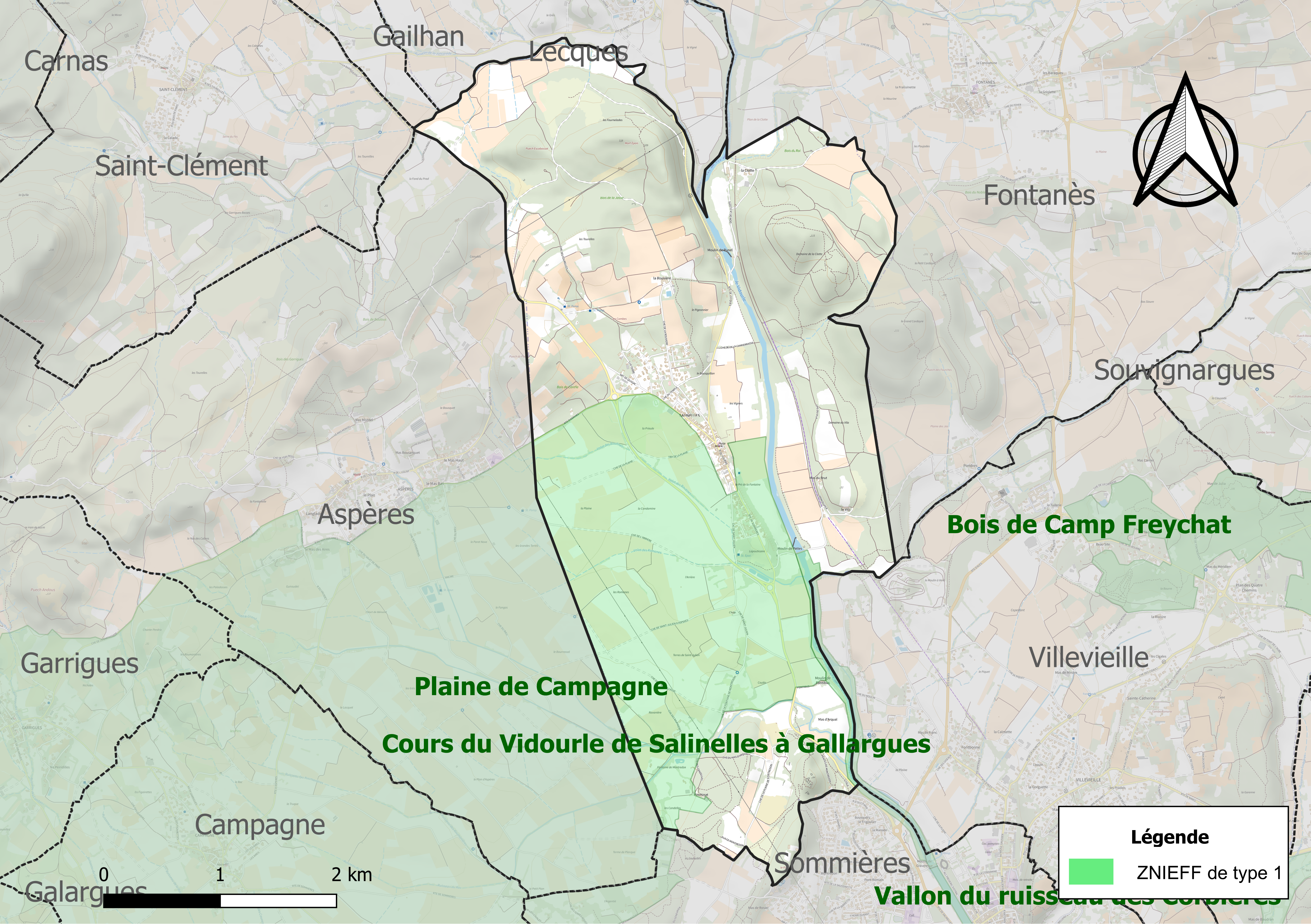
Carte des ZNIEFF de type 1 sur la commune.
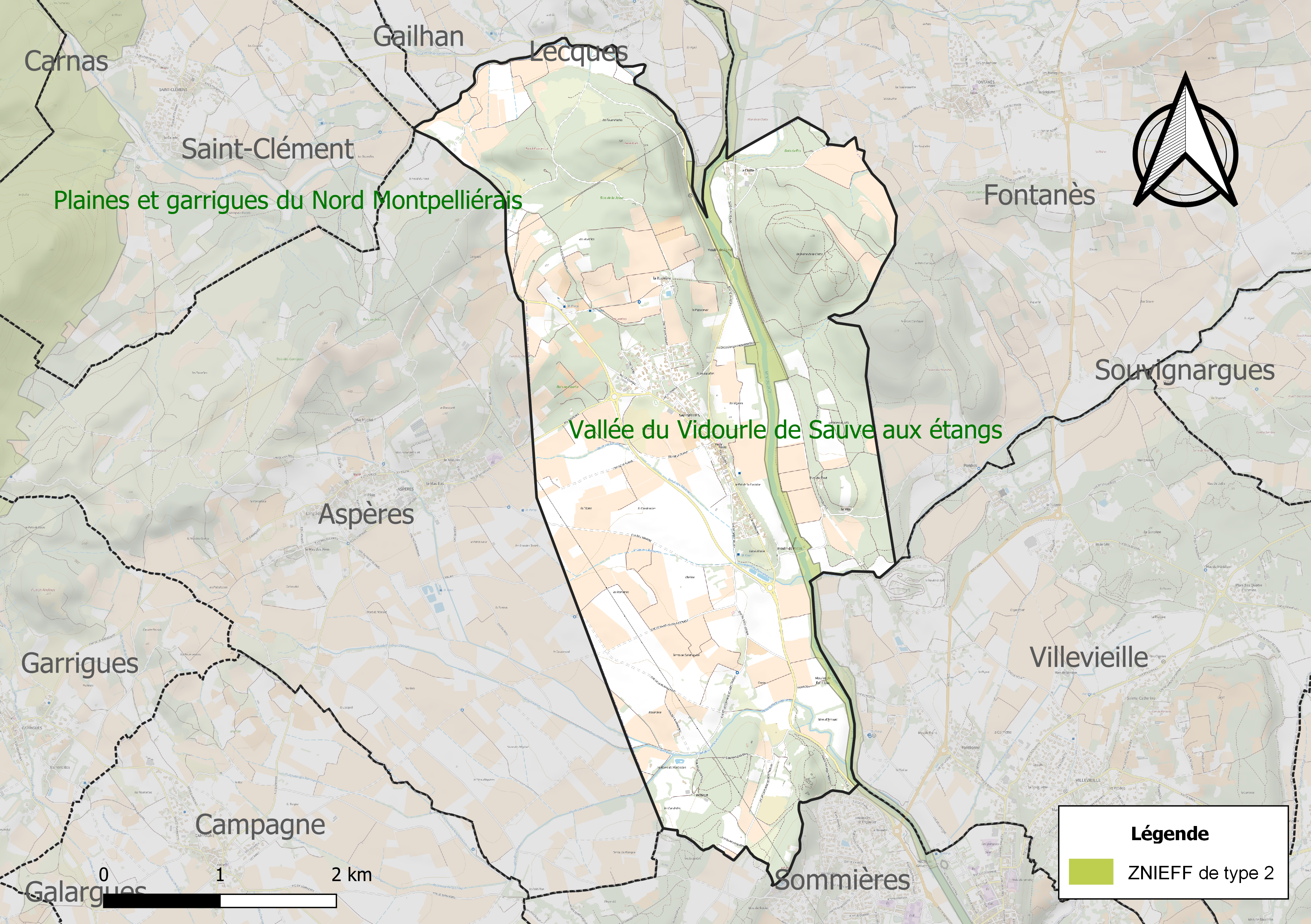
Carte de la ZNIEFF de type 2 sur la commune.

## Urbanisme

### Typologie
Au 1er janvier 2024, Salinelles est catégorisée commune rurale à habitat dispersé, selon la nouvelle grille communale de densité à sept niveaux définie par l'Insee en 2022.
Elle est située hors unité urbaine. Par ailleurs la commune fait partie de l'aire d'attraction de Montpellier, dont elle est une commune de la couronne,. Cette aire, qui regroupe 161 communes, est catégorisée dans les aires de 700 000 habitants ou plus (hors Paris),.

### Occupation des sols
L'occupation des sols de la commune, telle qu'elle ressort de la base de données européenne d’occupation biophysique des sols Corine Land Cover (CLC), est marquée par l'importance des territoires agricoles (64,8 % en 2018), en diminution par rapport à 1990 (66,7 %). La répartition détaillée en 2018 est la suivante : 
cultures permanentes (56,4 %), forêts (28,6 %), zones agricoles hétérogènes (5,3 %), zones urbanisées (3,4 %), milieux à végétation arbustive et/ou herbacée (3,2 %), prairies (3,1 %). L'évolution de l’occupation des sols de la commune et de ses infrastructures peut être observée sur les différentes représentations cartographiques du territoire : la carte de Cassini (XVIIIe siècle), la carte d'état-major (1820-1866) et les cartes ou photos aériennes de l'IGN pour la période actuelle (1950 à aujourd'hui).

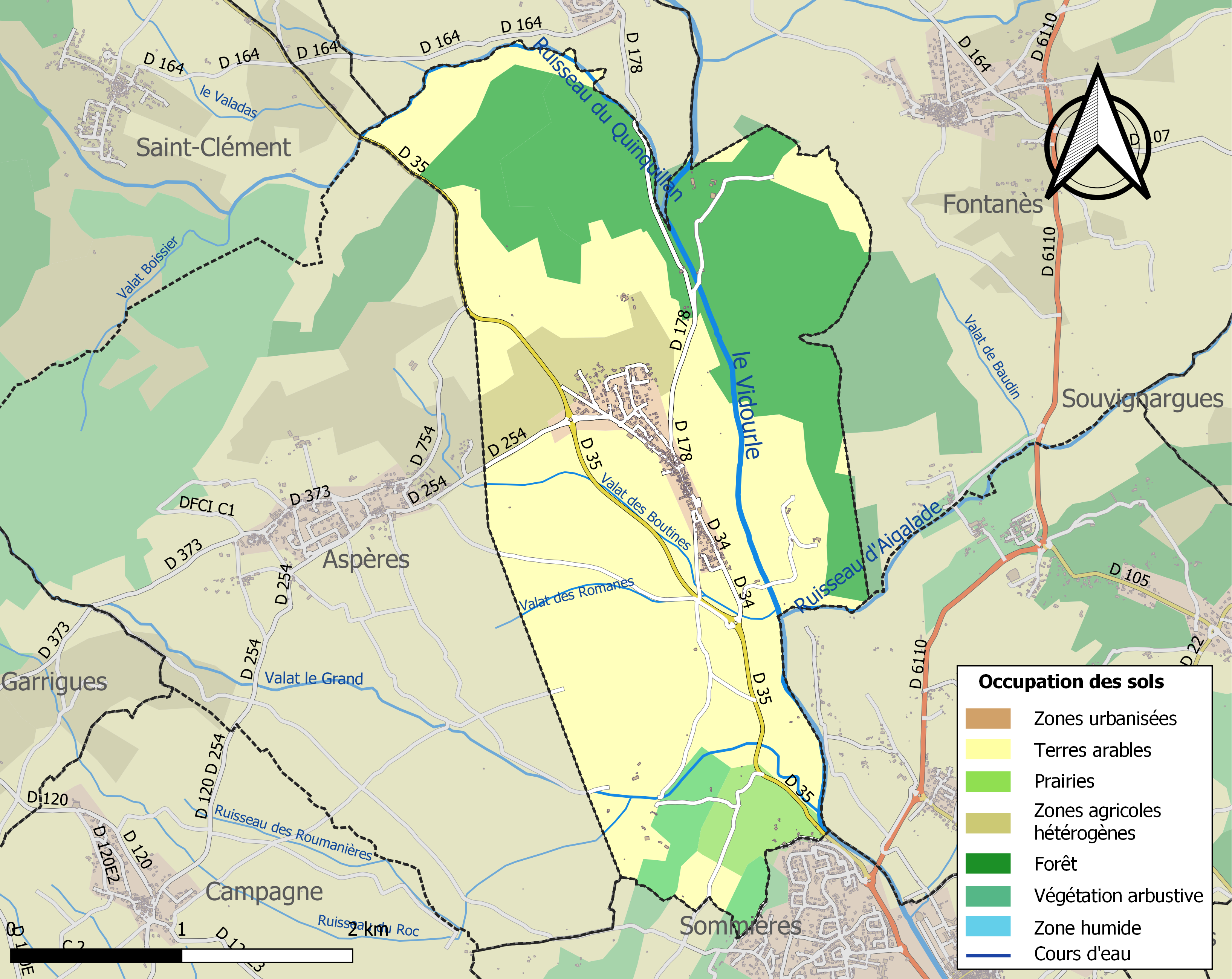
Carte des infrastructures et de l'occupation des sols de la commune en 2018 (CLC).

### Risques majeurs
Le territoire de la commune de Salinelles est vulnérable à différents aléas naturels : météorologiques (tempête, orage, neige, grand froid, canicule ou sécheresse), inondations, feux de forêts, mouvements de terrains et séisme (sismicité faible). Un site publié par le BRGM permet d'évaluer simplement et rapidement les risques d'un bien localisé soit par son adresse soit par le numéro de sa parcelle.
Certaines parties du territoire communal sont susceptibles d’être affectées par le risque d’inondation par débordement de cours d'eau et par une crue torrentielle ou à montée rapide de cours d'eau, notamment le Vidourle, le ruisseau du Quinquillan et le ruisseau d'Aigalade. La commune a été reconnue en état de catastrophe naturelle au titre des dommages causés par les inondations et coulées de boue survenues en 1982, 1988, 1992, 1994, 2001, 2002, 2007, 2014 et 2015,.

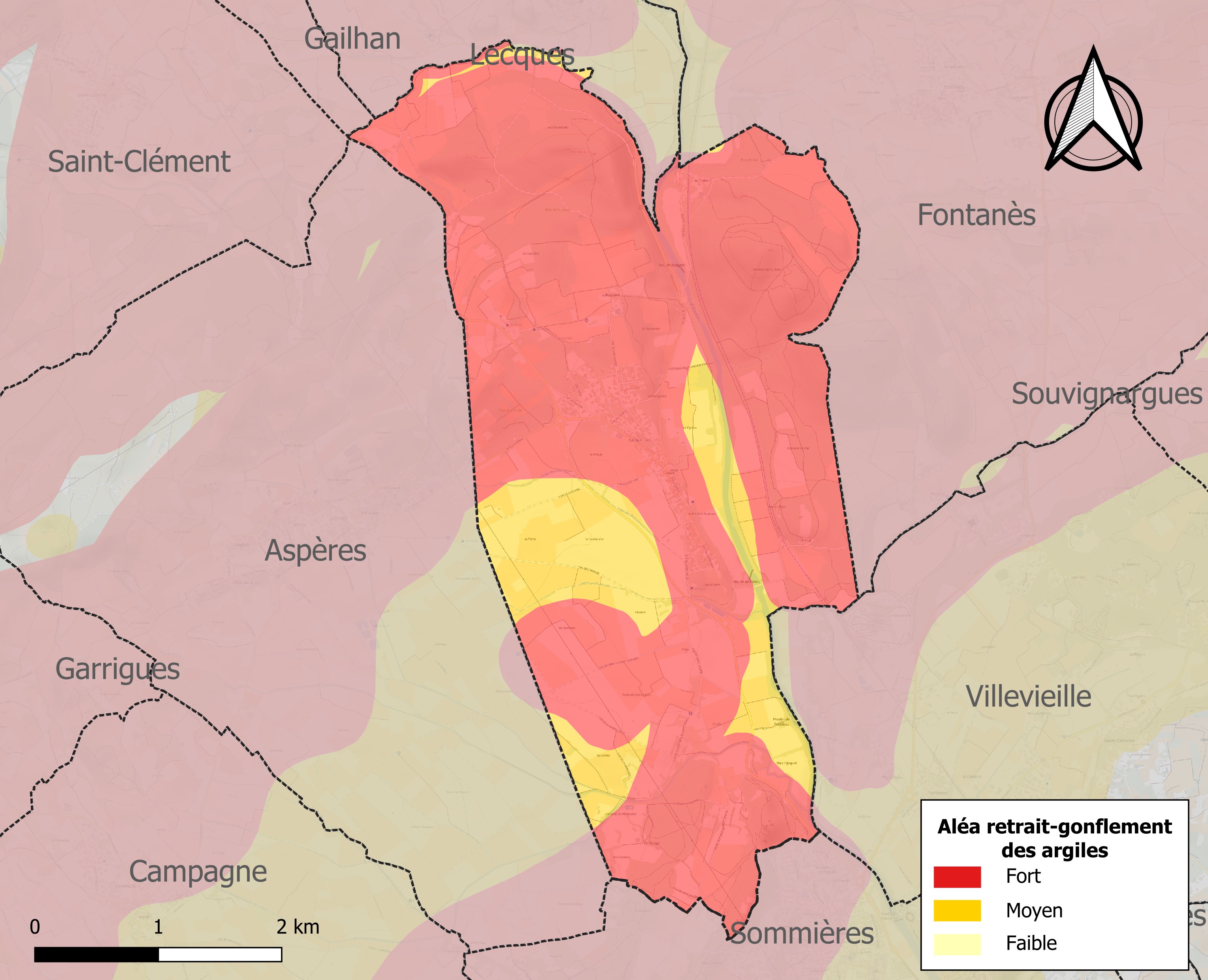
Carte des zones d'aléa retrait-gonflement des sols argileux de Salinelles.

La commune est vulnérable au risque de mouvements de terrains constitué principalement du retrait-gonflement des sols argileux. Cet aléa est susceptible d'engendrer des dommages importants aux bâtiments en cas d’alternance de périodes de sécheresse et de pluie. La totalité de la commune est en aléa moyen ou fort (67,5 % au niveau départemental et 48,5 % au niveau national). Sur les 277 bâtiments dénombrés sur la commune en 2019, 277 sont en aléa moyen ou fort, soit 100 %, à comparer aux 90 % au niveau départemental et 54 % au niveau national. Une cartographie de l'exposition du territoire national au retrait gonflement des sols argileux est disponible sur le site du BRGM,.
Par ailleurs, afin de mieux appréhender le risque d’affaissement de terrain, l'inventaire national des cavités souterraines permet de localiser celles situées sur la commune.

## Politique et administration
| Période                                  | Période  | Identité       | Étiquette | Qualité                                            |
| ---------------------------------------- | -------- | -------------- | --------- | -------------------------------------------------- |
| mars 2001                                | 2006     | Kleber Blondin |           |                                                    |
| 2006                                     | 2014     | Guy Aimont     | PS        |                                                    |
| 2014                                     | En cours | Marc Larroque  | PS        | Contremaître, conseiller départemental depuis 2021 |
| Les données manquantes sont à compléter. |          |                |           |                                                    |

### Canton
La commune fait partie du canton de Sommières, qui dépend de l'arrondissement de Nîmes et de la deuxième circonscription du Gard.

## Démographie
L'évolution du nombre d'habitants est connue à travers les recensements de la population effectués dans la commune depuis 1793. Pour les communes de moins de 10 000 habitants, une enquête de recensement portant sur toute la population est réalisée tous les cinq ans, les populations de référence des années intermédiaires étant quant à elles estimées par interpolation ou extrapolation. Pour la commune, le premier recensement exhaustif entrant dans le cadre du nouveau dispositif a été réalisé en 2004.

En 2022, la commune comptait 558 habitants, en évolution de −4,12 % par rapport à 2016 (Gard : +2,97 %, France hors Mayotte : +2,11 %).
| 1793 | 1800 | 1806 | 1821 | 1831 | 1836 | 1841 | 1846 | 1851 |
| ---- | ---- | ---- | ---- | ---- | ---- | ---- | ---- | ---- |
| 397  | 375  | 321  | 383  | 381  | 340  | 364  | 378  | 401  |

| 1856 | 1861 | 1866 | 1872 | 1876 | 1881 | 1886 | 1891 | 1896 |
| ---- | ---- | ---- | ---- | ---- | ---- | ---- | ---- | ---- |
| 380  | 374  | 356  | 391  | 382  | 306  | 324  | 307  | 299  |

| 1901 | 1906 | 1911 | 1921 | 1926 | 1931 | 1936 | 1946 | 1954 |
| ---- | ---- | ---- | ---- | ---- | ---- | ---- | ---- | ---- |
| 322  | 329  | 335  | 300  | 309  | 304  | 284  | 237  | 246  |

| 1962 | 1968 | 1975 | 1982 | 1990 | 1999 | 2004 | 2006 | 2009 |
| ---- | ---- | ---- | ---- | ---- | ---- | ---- | ---- | ---- |
| 251  | 261  | 232  | 276  | 355  | 418  | 451  | 446  | 504  |

| 2014 | 2019 | 2022 | - | - | - | - | - | - |
| ---- | ---- | ---- | - | - | - | - | - | - |
| 577  | 554  | 558  | - | - | - | - | - | - |

## Économie

### Revenus
En 2018  (données Insee publiées en septembre 2021), la commune compte 223 ménages fiscaux, regroupant 525 personnes. La médiane du revenu disponible par unité de consommation est de 22 180 € (20 020 € dans le département).

### Emploi
|                | 2008   | 2013   | 2018 |
| -------------- | ------ | ------ | ---- |
| Commune        | 10,2 % | 11,8 % | 10 % |
| Département    | 10,6 % | 12 %   | 12 % |
| France entière | 8,3 %  | 10 %   | 10 % |

En 2018, la population âgée de 15 à 64 ans s'élève à 334 personnes, parmi lesquelles on compte 81,2 % d'actifs (71,1 % ayant un emploi et 10 % de chômeurs) et 18,8 % d'inactifs,. Depuis 2008, le taux de chômage communal (au sens du recensement) des 15-64 ans est inférieur à celui du département, mais supérieur à celui de la France.
La commune fait partie de la couronne de l'aire d'attraction de Montpellier, du fait qu'au moins 15 % des actifs travaillent dans le pôle,. Elle compte 87 emplois en 2018, contre 84 en 2013 et 66 en 2008. Le nombre d'actifs ayant un emploi résidant dans la commune est de 243, soit un indicateur de concentration d'emploi de 35,7 % et un taux d'activité parmi les 15 ans ou plus de 61,1 %.
Sur ces 243 actifs de 15 ans ou plus ayant un emploi, 38 travaillent dans la commune, soit 16 % des habitants. Pour se rendre au travail, 92,1 % des habitants utilisent un véhicule personnel ou de fonction à quatre roues, 1,3 % les transports en commun, 2,5 % s'y rendent en deux-roues, à vélo ou à pied et 4,2 % n'ont pas besoin de transport (travail au domicile).

### Activités hors agriculture

#### Secteurs d'activités
41 établissements sont implantés  à Salinelles au 31 décembre 2019. Le tableau ci-dessous en détaille le nombre par secteur d'activité et compare les ratios avec ceux du département,.
| Secteur d'activité                                                                                        | Commune | Commune | Département |
| Secteur d'activité                                                                                        | Nombre  | %       | %           |
| --- | ------- | ------- | ----------- |
| Ensemble                                                                                                  | 41      | 100 %   | (100 %)     |
| Industrie manufacturière, industries extractives et autres                                                | 1       | 2,4 %   | (7,9 %)     |
| Construction                                                                                              | 9       | 22 %    | (15,5 %)    |
| Commerce de gros et de détail, transports, hébergement et restauration                                    | 11      | 26,8 %  | (30 %)      |
| Information et communication                                                                              | 2       | 4,9 %   | (2,2 %)     |
| Activités financières et d'assurance                                                                      | 3       | 7,3 %   | (3 %)       |
| Activités immobilières                                                                                    | 1       | 2,4 %   | (4,1 %)     |
| Activités spécialisées, scientifiques et techniques et activités de services administratifs et de soutien | 7       | 17,1 %  | (14,9 %)    |
| Administration publique, enseignement, santé humaine et action sociale                                    | 3       | 7,3 %   | (13,5 %)    |
| Autres activités de services                                                                              | 4       | 9,8 %   | (8,8 %)     |

Le secteur du commerce de gros et de détail, des transports, de l'hébergement et de la restauration est prépondérant sur la commune puisqu'il représente 26,8 % du nombre total d'établissements de la commune (11 sur les 41 entreprises implantées  à Salinelles), contre 30 % au niveau départemental.

#### Entreprises et commerces
L'entreprise ayant son siège social sur le territoire communal qui génère le plus de chiffre d'affaires en 2020 est : 
- Activ Medical Disposables, fabrication d'articles en papier à usage sanitaire ou domestique (77 631 k€)

### Agriculture
La commune est dans le « Soubergues », une petite région agricole occupant une frange sud-ouest du département du Gard. En 2020, l'orientation technico-économique de l'agriculture  sur la commune est la viticulture.
|               | 1988 | 2000 | 2010 | 2020 |
| ------------- | ---- | ---- | ---- | ---- |
| Exploitations | 24   | 25   | 16   | 18   |
| SAU (ha)      | 375  | 810  | 351  | 341  |

Le nombre d'exploitations agricoles en activité et ayant leur siège dans la commune est passé de 24 lors du recensement agricole de 1988  à 25 en 2000 puis à 16 en 2010 et enfin à 18 en 2020, soit une baisse de 25 % en 32 ans. Le même mouvement est observé à l'échelle du département qui a perdu pendant cette période 61 % de ses exploitations,. La surface agricole utilisée sur la commune a également diminué, passant de 375 ha en 1988 à 341 ha en 2020. Parallèlement la surface agricole utilisée moyenne par exploitation a augmenté, passant de 16 à 19 ha.

## Culture locale et patrimoine

### Lieux et monuments

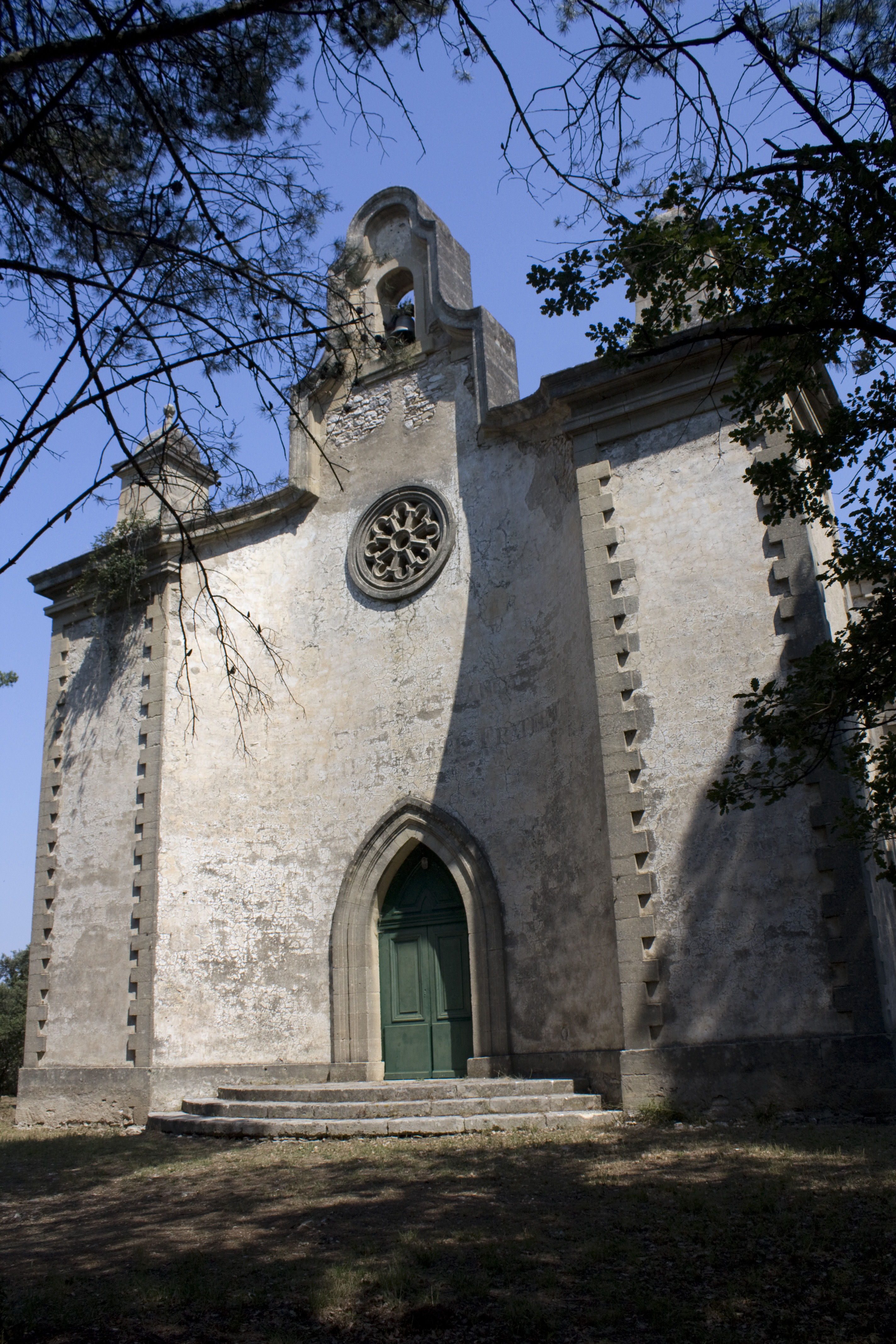
Temple protestant de style hispano-mexicain.
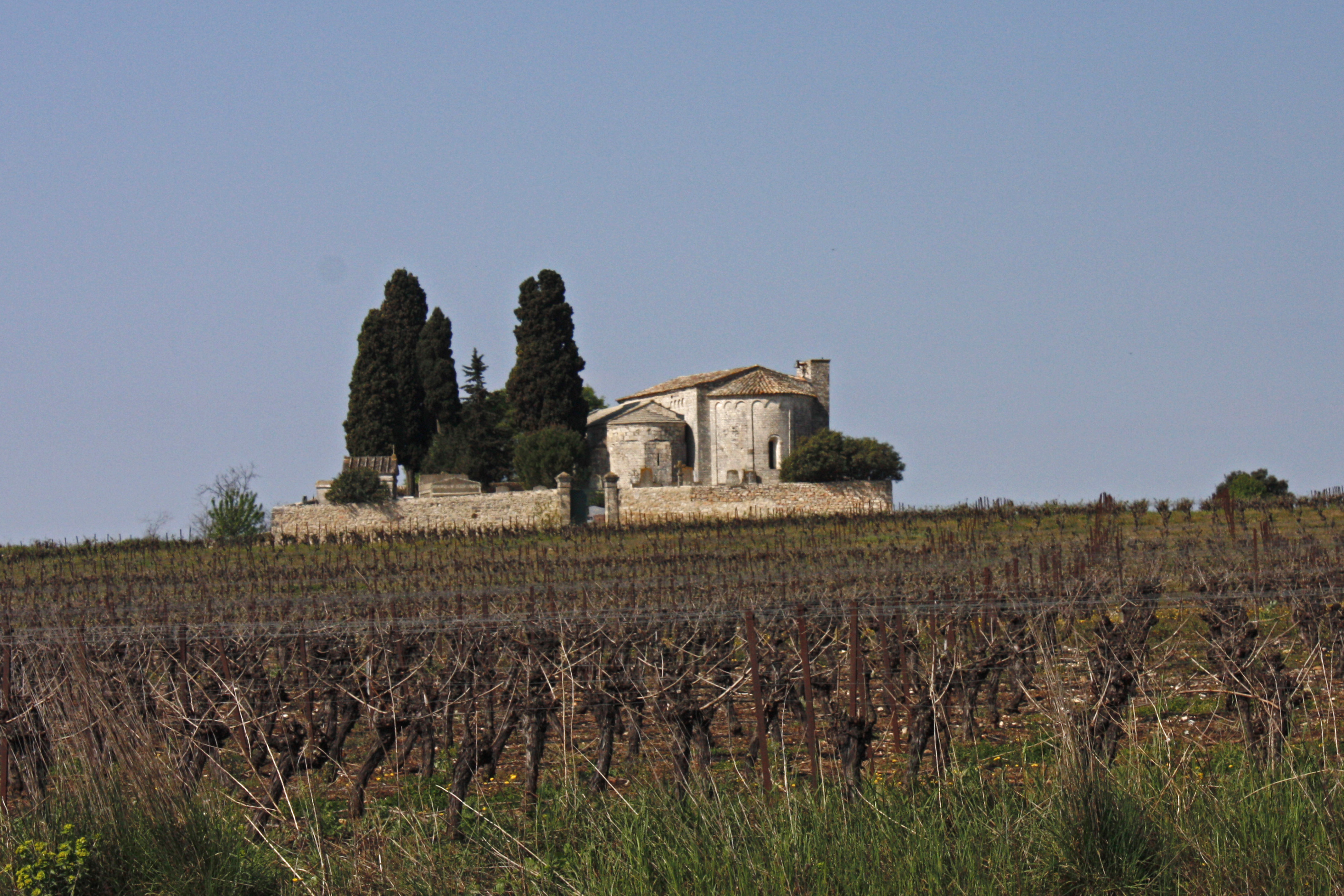
L'enclos de la chapelle Saint-Julien.

La commune abrite deux monuments historiques :
- temple protestant de la première moitié du XIXe siècle (1827, inscrit monument historique le 7 novembre 1991[30]). Son clocheton renferme la cloche de l'ancien temple de Sommières. Datant de 1583, elle est la plus ancienne du canton ;
- chapelle Saint-Julien de Montredon des XIe et XIIe siècles (l'édifice a été classé au titre des monuments historiques le 11 juillet 1973[31]), propriété de la commune. Église romane composée notamment de deux nefs accolées.

Autres sites et monuments :
- ancien site ruiné du hameau de Montredon sur le puech du même nom près de la limite communale de Sommières, restes de maisons, chapelle et château au milieu d'une dense végétation ;
- château au centre du village ;
- lavoir et noria ;
- ancienne « chapelle », seconde moitié XIXe, donnant sur la rue principale à proximité du château (transformée en habitation, surmontée d'un petit clocher) (informations demandées...) ;
- église paroissiale de Salinelles datant du XIXe ; son clocher abrite une cloche du fondeur Fontane, datant de 1748. Elle mesure 56 cm de diamètre pour un poids de 123 kg et est classée au titre des Monuments Historiques (« objets » ; « base Palissy ») depuis 1995 ;
- mairie et beffroi communal surmonté de son campanile à côté de l'église ;
- pont à gué pavé sur le Vidourle et anciens moulins.

## Galerie de photos

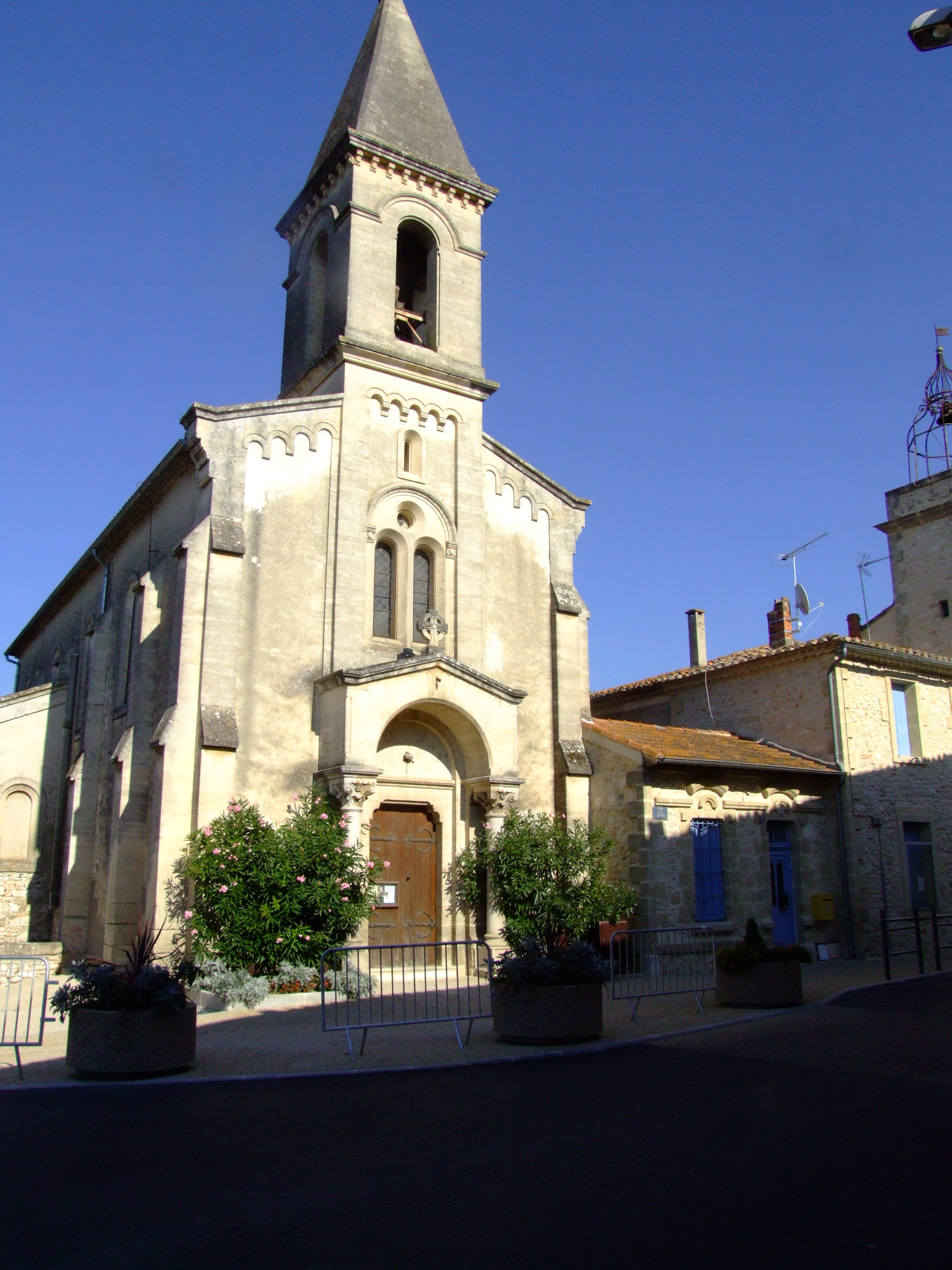
Église catholique.
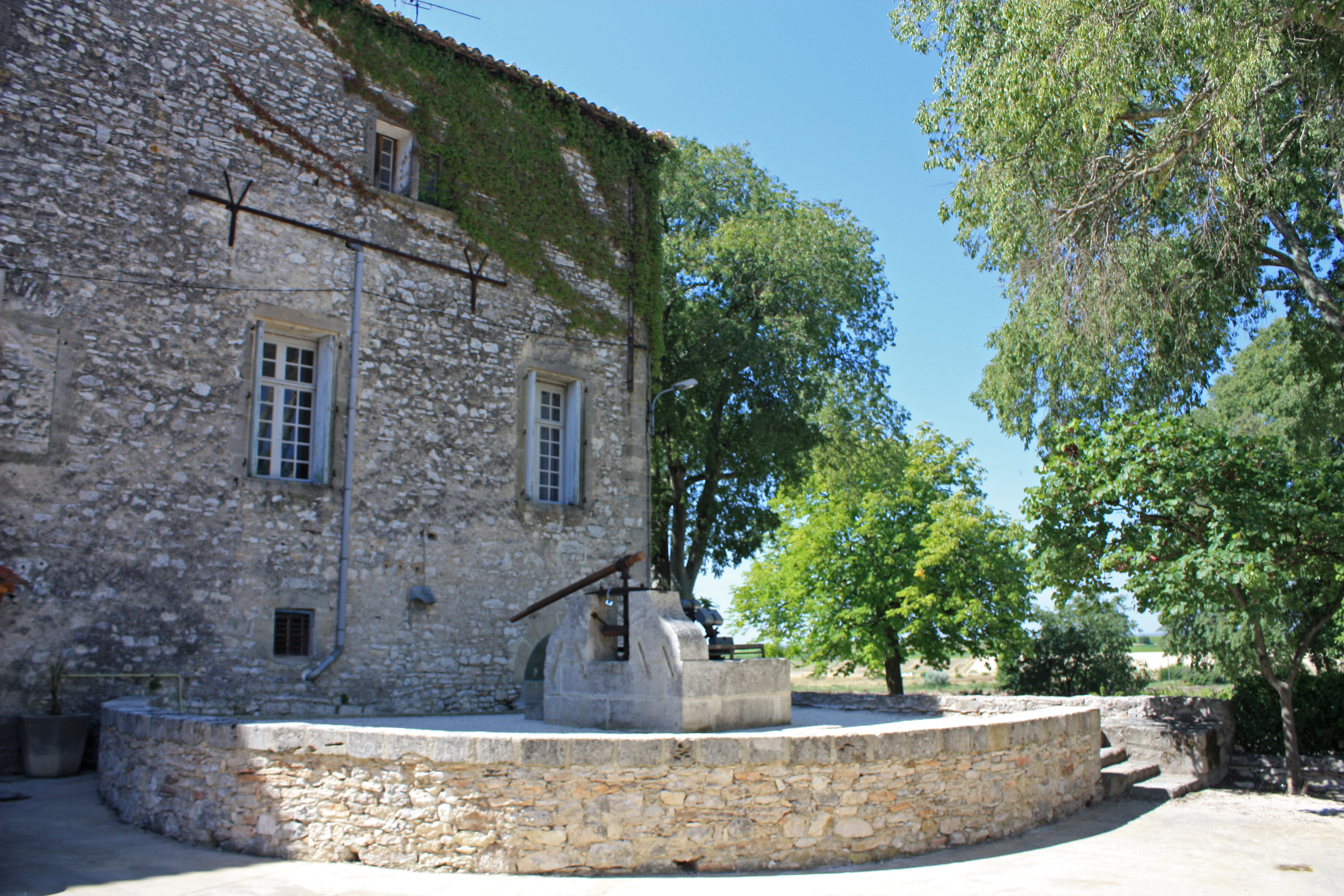
La noria du château.
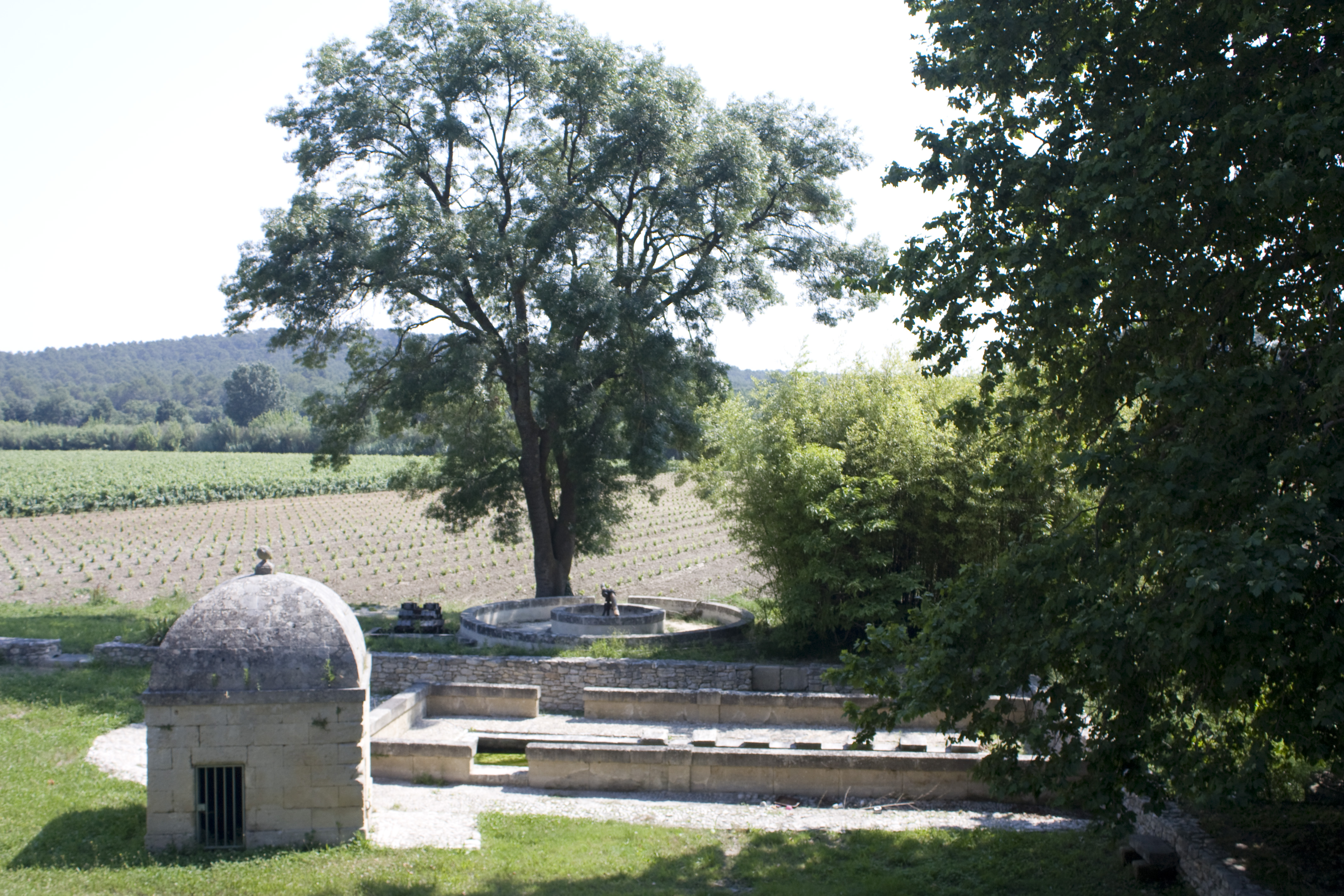
Site du Lavoir.

### Personnalités liées à la commune
- Etienne-David Meynier de Salinelles (1729-1794) : député du Tiers État en 1789, maire de Nîmes, guillotiné à Paris en 1794. La place du village porte son nom.
- Lawrence Durell (1912-1990) : écrivain britannique, enterré au cimetière de Montredon.